# Фарид, Кеннет
Кеннет Бернард Фарид Льюис (англ. Kenneth Bernard Faried Lewis; род. 19 ноября 1989, Ньюарк, Нью-Джерси) — американский профессиональный баскетболист, играющий на позициях тяжёлого форварда и центрового. Был выбран на драфте НБА 2011 года в первом раунде под общим 22-м номером командой «Денвер Наггетс». Играет на позициях тяжёлого форварда и центрового. Спортивное прозвище — «Мэнимал» (англ. Manimal), основанное на игре слов man (человек) и animal (животное).

## Студенческая карьера
Фарид учился в Технологической школе родного Ньюарка. После окончания школы он решил поступать в университет Морхид Стэйт. За университетскую команду «Морхид Стэйт Иглс» Кеннет впервые сыграл в 2007 году и впоследствии стал одним из лучших баскетболистов за всю историю университета. В среднем он собирал 13,0 подборов в каждом из четырёх своих сезонов в команде и занимал третье место по подборам в NCAA в 2008/09, второе место в 2009/10 и первое место в 2010/11 годах. Также он набирал более 17,3 очка в среднем за игру в последний год обучения.

## Карьера в НБА

### Денвер Наггетс (2011—2018)

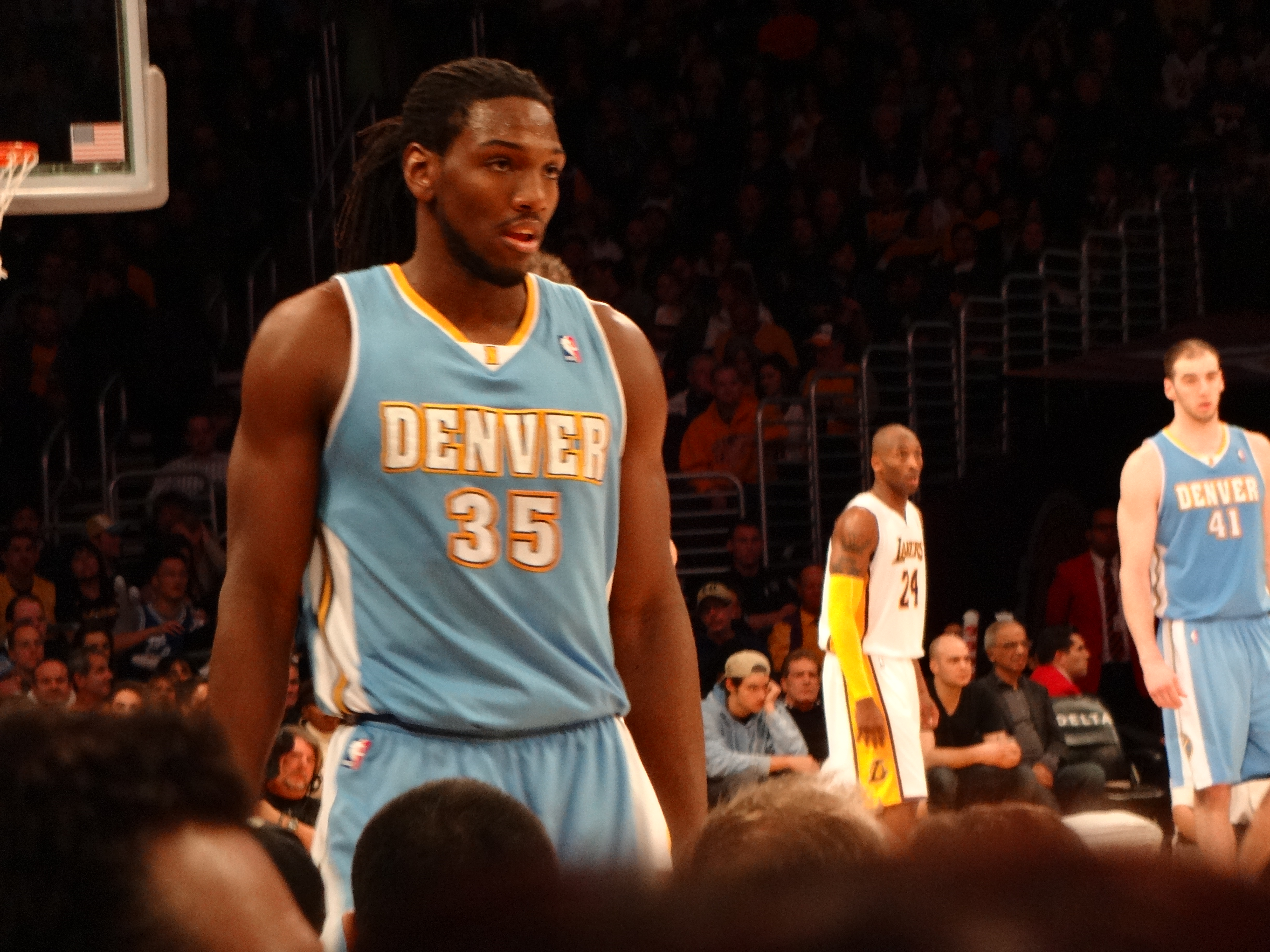
Фарид в составе «Наггетс» в январе 2013 года

23 июня 2011 года Фарид был выбран на драфте НБА 2011 года командой «Денвер Наггетс» под общим 22-м номером. В начале своего первого сезона Фарид получал мало игрового времени, находясь за спиной Нене. 15 марта Нене был обменян в «Вашингтон Уизардс», отчасти это было связано с прогрессом Фарида в команде. С этого момента Фарид становится основным тяжёлым форвардом и в своём первом матче после ухода Нене совершает дабл-дабл: набирает 18 очков и 16 совершает подборов. После первого сезона в НБА за агрессивный стиль игры получил прозвище «Мэнимал». Всего за сезон появился на паркете в 46 играх (39 в стартовом составе), набирая в среднем 10,2 очка и совершая 7,7 подборов за 22,5 минуты в среднем за матч. 9 апреля 2012 года в матче против «Голден Стэйт Уорриорз» набрал лучшие в карьере показатели в 27 очков и 17 подборов и стал первым игроком с такими показателями, отыгравшим менее 25 минут. В апреле был назван лучшим новичком Западной конференции. Занял третье место в голосовании на звание Новичок года НБА в сезоне 2011-12, и попал в Сборную новичков НБА.
В сезоне 2016/17 игрок страдал от болей в спине и пропустил 15 матчей сезона, в основном в феврале, марте и апреле.
В 2017 году после того, как «Денвер» подписал Пола Миллсэпа, Фарид стал получать меньше игрового времени. Статистика в сезоне 2017/18 также пошла на спад — игрок за 32 матча набирал в среднем 5,9 очка и совершал 4,8 подбора.

### Бруклин Нетс (2018—2019)
13 июля 2018 года Фарид вместе с Даррелом Артуром был обменян в «Бруклин Нетс» на защищённый пик первого раунда 2019 года и пик второго раунда 2020 года. «Денвер» также получил права на Айзею Уайтхеда. 19 января 2019 года «Бруклин» отчислил игрока.

### Хьюстон Рокетс (2019)
21 января 2019 года Фарид подписал контракт с «Хьюстон Рокетс».

## После НБА

### Чжэцзян Лайонс (2019)
6 ноября 2019 года подписал контракт с китайским клубом «Чжэцзян Лайонс». Провёл за «Чжэцзян Лайонс» 7 матчей, уже 4 декабря 2019 года контракт был завершён.

### Леонес де Понсе (2021)
3 августа 2021 года был включён, наряду с 14 другими игроками, в состав «Портленд Трейл Блейзерс» на матчи Летней лиги НБА. 1 октября 2021 года подписал контракт с пуэрто-риканским клубом «Леонес де Понсе», выступающим в национальном чемпионате. Однако в итоге не провёл в новом клубе и 10 дней.

### ЦСКА (2021)
9 октября 2021 года подписал 2-месячный контракт с московским ЦСКА, который закончился 17 декабря 2021 года. Фарид принял участие в 11 матчах, набирая в среднем 2,3 очка, совершая 2,6 подбора, 0,4 перехвата и 0,2 блок-шота за в среднем 9,1 минуты на паркете.

### Гранд-Рапидс Голд (2021—2022)
29 декабря 2021 года Фарид перешел в команду «Гранд-Рапидс Голд» из Джи-Лиги НБА. 15 марта 2022 года он был отчислен.

### Остин Сперс (2022)
11 ноября 2022 года Фарид был заявлен за «Остин Сперс». 13 декабря он был отчислен.

### Мехико Капитанес (2022—2023)
27 декабря 2022 года Фарид перешел в «Мехико-Сити Капитанес».

### Кангрехерос де Сантурсе (2023)
3 мая 2023 года Фарид подписал контракт с «Кангрехерос де Сантурсе» из пуэрториканской лиги.

### Возвращение в Мехико (2023—2024)
30 октября 2023 года Фарид подписал контракт с «Мехико-Сити Капитанес».

### Возвращение в Понсе (2024)
27 октября 2023 года было объявлено, что Фарид вернется в «Кангрехерос де Сантурсе» на сезон 2024 года. Однако он так и не сыграл за них, подписав контракт с «Леонес де Понсе» 17 июля 2024 года.

### Реджана (2024—настоящее время)
28 ноября 2024 года он подписал контракт с «Реджаной» из итальянской Лега Баскет Серии А.

## Личная жизнь
Кеннет Фарид — мусульманин, не женат, имеет дочь.

## Статистика

### Статистика в НБА
| Сезон                                                                                    | Команда | Регулярный сезон | Регулярный сезон | Регулярный сезон | Регулярный сезон | Регулярный сезон | Регулярный сезон | Регулярный сезон | Регулярный сезон | Регулярный сезон | Регулярный сезон | Регулярный сезон | Серия плей-офф | Серия плей-офф | Серия плей-офф | Серия плей-офф | Серия плей-офф | Серия плей-офф | Серия плей-офф | Серия плей-офф | Серия плей-офф | Серия плей-офф | Серия плей-офф |
| Сезон                                                                                    | Команда | GP               | GS               | MPG              | FG%              | 3P%              | FT%              | RPG              | APG              | SPG              | BPG              | PPG              | GP             | GS             | MPG            | FG%            | 3P%            | FT%            | RPG            | APG            | SPG            | BPG            | PPG            |
| ---------------------------------------------------------------------------------------- | ------- | ---------------- | ---------------- | ---------------- | ---------------- | ---------------- | ---------------- | ---------------- | ---------------- | ---------------- | ---------------- | ---------------- | -------------- | -------------- | -------------- | -------------- | -------------- | -------------- | -------------- | -------------- | -------------- | -------------- | -------------- |
| 2011/12                                                                                  | Денвер  | 46               | 39               | 22,5             | 58,6             | -                | 66,5             | 7,7              | 0,8              | 0,7              | 1,0              | 10,2             | 7              | 7              | 27,4           | 53,3           | -              | 75,0           | 10,0           | 0,6            | 0,7            | 1,1            | 10,4           |
| 2012/13                                                                                  | Денвер  | 80               | 80               | 28,1             | 55,2             | -                | 61,3             | 9,2              | 1,0              | 1,0              | 1,0              | 11,5             | 5              | 4              | 29,0           | 62,5           | -              | 73,3           | 8,4            | 0,2            | 1,0            | 0,2            | 10,2           |
| 2013/14                                                                                  | Денвер  | 80               | 77               | 27,2             | 54,5             | 0,0              | 65,0             | 8,6              | 1,2              | 0,9              | 0,9              | 13,7             | Не участвовал  | Не участвовал  | Не участвовал  | Не участвовал  | Не участвовал  | Не участвовал  | Не участвовал  | Не участвовал  | Не участвовал  | Не участвовал  | Не участвовал  |
| 2014/15                                                                                  | Денвер  | 75               | 71               | 27,8             | 50,7             | 12,5             | 69,1             | 8,9              | 1,2              | 0,8              | 0,8              | 12,6             | Не участвовал  | Не участвовал  | Не участвовал  | Не участвовал  | Не участвовал  | Не участвовал  | Не участвовал  | Не участвовал  | Не участвовал  | Не участвовал  | Не участвовал  |
| 2015/16                                                                                  | Денвер  | 67               | 64               | 25,3             | 55,8             | 50,0             | 61,3             | 8,7              | 1,2              | 0,5              | 0,9              | 12,5             | Не участвовал  | Не участвовал  | Не участвовал  | Не участвовал  | Не участвовал  | Не участвовал  | Не участвовал  | Не участвовал  | Не участвовал  | Не участвовал  | Не участвовал  |
| 2016/17                                                                                  | Денвер  | 61               | 34               | 21,2             | 54,8             | 0,0              | 69,3             | 7,6              | 0,9              | 0,7              | 0,7              | 9,6              | Не участвовал  | Не участвовал  | Не участвовал  | Не участвовал  | Не участвовал  | Не участвовал  | Не участвовал  | Не участвовал  | Не участвовал  | Не участвовал  | Не участвовал  |
| 2017/18                                                                                  | Денвер  | 32               | 7                | 14,4             | 51,4             | 0,0              | 70,6             | 4,8              | 0,6              | 0,4              | 0,4              | 5,9              | Не участвовал  | Не участвовал  | Не участвовал  | Не участвовал  | Не участвовал  | Не участвовал  | Не участвовал  | Не участвовал  | Не участвовал  | Не участвовал  | Не участвовал  |
| 2018/19                                                                                  | Бруклин | 12               | 0                | 9,8              | 59,5             | 20,0             | 62,5             | 3,7              | 0,2              | 0,2              | 0,3              | 5,1              | Не участвовал  | Не участвовал  | Не участвовал  | Не участвовал  | Не участвовал  | Не участвовал  | Не участвовал  | Не участвовал  | Не участвовал  | Не участвовал  | Не участвовал  |
| 2018/19                                                                                  | Хьюстон | 25               | 13               | 24,4             | 58,7             | 35,0             | 65,1             | 8,2              | 0,7              | 0,6              | 0,8              | 12,9             | 6              | 0              | 9,3            | 69,2           | 100,0          | 83,3           | 3,5            | 0,3            | 0,3            | 0,0            | 4,0            |
|                                                                                          | Всего   | 478              | 385              | 24,5             | 54,6             | 22,2             | 65,4             | 8,1              | 1,0              | 0,7              | 0,8              | 11,4             | 18             | 11             | 21,8           | 58,1           | 100,0          | 75,8           | 7,4            | 0,4            | 0,7            | 0,5            | 8,2            |
| Наведите курсор мыши на аббревиатуры в заголовке таблицы, чтобы прочесть их расшифровку. |         |                  |                  |                  |                  |                  |                  |                  |                  |                  |                  |                  |                |                |                |                |                |                |                |                |                |                |                |

### Статистика в Джи-Лиге
| Сезон                                                                                    | Команда               | Регулярный сезон | Регулярный сезон | Регулярный сезон | Регулярный сезон | Регулярный сезон | Регулярный сезон | Регулярный сезон | Регулярный сезон | Регулярный сезон | Регулярный сезон | Регулярный сезон | Серия плей-офф | Серия плей-офф | Серия плей-офф | Серия плей-офф | Серия плей-офф | Серия плей-офф | Серия плей-офф | Серия плей-офф | Серия плей-офф | Серия плей-офф | Серия плей-офф |
| Сезон                                                                                    | Команда               | GP               | GS               | MPG              | FG%              | 3P%              | FT%              | RPG              | APG              | SPG              | BPG              | PPG              | GP             | GS             | MPG            | FG%            | 3P%            | FT%            | RPG            | APG            | SPG            | BPG            | PPG            |
| ---------------------------------------------------------------------------------------- | --------------------- | ---------------- | ---------------- | ---------------- | ---------------- | ---------------- | ---------------- | ---------------- | ---------------- | ---------------- | ---------------- | ---------------- | -------------- | -------------- | -------------- | -------------- | -------------- | -------------- | -------------- | -------------- | -------------- | -------------- | -------------- |
| 2021/22                                                                                  | Гранд-Рапидс Голд     | 12               | 5                | 19,3             | 53,1             | 29,4             | 64,7             | 7,3              | 1,0              | 0,6              | 1,0              | 10,8             | Не участвовал  | Не участвовал  | Не участвовал  | Не участвовал  | Не участвовал  | Не участвовал  | Не участвовал  | Не участвовал  | Не участвовал  | Не участвовал  | Не участвовал  |
| 2022/23                                                                                  | Остин Спёрс           | 11               | 0                | 13,8             | 41,7             | 33,3             | 55,6             | 5,5              | 0,7              | 0,8              | 1,0              | 4,6              | Не участвовал  | Не участвовал  | Не участвовал  | Не участвовал  | Не участвовал  | Не участвовал  | Не участвовал  | Не участвовал  | Не участвовал  | Не участвовал  | Не участвовал  |
| 2022/23                                                                                  | Мехико-Сити Капитанес | 29               | 27               | 28,8             | 55,7             | 27,8             | 56,4             | 11,3             | 1,5              | 0,9              | 2,0              | 13,9             | Не участвовал  | Не участвовал  | Не участвовал  | Не участвовал  | Не участвовал  | Не участвовал  | Не участвовал  | Не участвовал  | Не участвовал  | Не участвовал  | Не участвовал  |
| 2023/24                                                                                  | Мехико-Сити Капитанес | 30               | 27               | 25,6             | 63,0             | 22,2             | 67,7             | 11,3             | 1,4              | 0,7              | 1,4              | 12,7             | Не участвовал  | Не участвовал  | Не участвовал  | Не участвовал  | Не участвовал  | Не участвовал  | Не участвовал  | Не участвовал  | Не участвовал  | Не участвовал  | Не участвовал  |
|                                                                                          | Всего                 | 82               | 59               | 24,2             | 57,0             | 28,0             | 61,4             | 9,9              | 1,3              | 0,7              | 1,5              | 11,8             | Не участвовал  | Не участвовал  | Не участвовал  | Не участвовал  | Не участвовал  | Не участвовал  | Не участвовал  | Не участвовал  | Не участвовал  | Не участвовал  | Не участвовал  |
| Наведите курсор мыши на аббревиатуры в заголовке таблицы, чтобы прочесть их расшифровку. |                       |                  |                  |                  |                  |                  |                  |                  |                  |                  |                  |                  |                |                |                |                |                |                |                |                |                |                |                |

### Статистика в NCAA
| Сезон | Команда      | Conf  | Class | GP  | GS  | MPG  | FG%  | 3P%  | FT%  | RPG  | APG | SPG | BPG | PPG  |
| --- | ------------ | ----- | ----- | --- | --- | ---- | ---- | ---- | ---- | ---- | --- | --- | --- | ---- |
| 2007/08 | Морхид Стэйт | OVC   | FR    | 30  | 20  | 20,2 | 51,6 | 0,0  | 58,0 | 8,0  | 0,3 | 1,2 | 0,8 | 10,5 |
| 2008/09 | Морхид Стэйт | OVC   | SO    | 36  | 36  | 30,1 | 55,6 | 40,0 | 57,7 | 13,0 | 1,4 | 1,9 | 1,9 | 13,9 |
| 2009/10 | Морхид Стэйт | OVC   | JR    | 35  | 32  | 30,3 | 56,4 | 25,0 | 59,5 | 13,0 | 0,5 | 1,6 | 1,9 | 16,9 |
| 2010/11 | Морхид Стэйт | OVC   | SR    | 35  | 34  | 34,7 | 62,3 | -    | 57,7 | 14,5 | 1,1 | 1,9 | 2,3 | 17,3 |
| Всего | Всего        | Всего | Всего | 136 | 122 | 29,1 | 56,9 | 25,0 | 58,3 | 12,3 | 0,9 | 1,7 | 1,8 | 14,8 |
| Наведите курсор мыши на аббревиатуры в заголовке таблицы, чтобы прочесть их расшифровку Статистика приведена с сайта sports-reference.com |              |       |       |     |     |      |      |      |      |      |     |     |     |      |